# Suho
Kim Jun-myeon (tiếng Hàn: 김준면, Hanja: 金俊勉, Hán-Việt: Kim Tuấn Miên; sinh ngày 22 tháng 5 năm 1991), thường được biết đến với nghệ danh Suho (tiếng Hàn: 수호) là một nam ca sĩ, nhạc sĩ, diễn viên người Hàn Quốc. Anh là trưởng nhóm của nhóm nhạc nam EXO do SM Entertainment thành lập và quản lý. Anh đã diễn vai chính trong một số phim điện ảnh và truyền hình như  One Way Trip (2016), The Universe's Star (2017), Rich Man (2018), Middle School Girl A (2018) và How Are U Bread (2020). Suho ra mắt với tư cách ca sĩ solo với mini-album đầu tay Self-Portrait vào tháng 5 năm 2020.

## Tiểu sử
Suho sinh ngày 22 tháng 5 năm 1991 tại Seoul, Hàn Quốc. Được SM Entertainment tuyển chọn vào năm 2004, anh là người trở thành thực tập sinh của công ty sớm nhất trong các thành viên của EXO. Trước khi ra mắt cùng với EXO, Suho đã xuất hiện trong bộ phim điện ảnh Attack on the Pin-up Boys vào năm 2007 và video âm nhạc cho bài hát "HaHaHa Song" của nhóm nhạc nam TVXQ vào năm 2008.

## Sự nghiệp

### 2012–2019: Ra mắt và khởi đầu sự nghiệp diễn xuất
Suho được công bố là thành viên chính thức thứ 10 của EXO vào ngày 15 tháng 2 và sau đó ra mắt công chúng cùng nhóm vào ngày 8 tháng 4 năm 2012.
Tháng 11 năm 2013, Suho tham gia lồng tiếng cho phiên bản tiếng Hàn của bộ phim hoạt hình Saving Santa trong vai Bernard, bên cạnh thành viên nhóm nhạc nữ Apink Eunji và nghệ sĩ hài Shin Dong-yup. Tháng 1 năm 2014, Suho xuất hiện với tư cách khách mời trong tập 11 của bộ phim truyền hình Prime Minister and I, do nghệ sĩ cùng công ty YoonA thủ vai chính. Từ tháng 2 năm 2014 đến tháng 12 năm 2014, Suho đảm nhận vai trò người dẫn chương trình cho chương trình âm nhạc Inkigayo cùng với thành viên cùng nhóm Baekhyun.
Tháng 1 năm 2015, Suho đảm nhận vai Hans trong vở nhạc kịch School OZ do SM Entertainment sản xuất, bên cạnh thành viên cùng nhóm Xiumin và các nghệ sĩ khác cùng công ty bao gồm Changmin, Key, Luna và Seulgi. Tháng 4 năm 2015, Suho được xác nhận là sẽ tham gia diễn xuất trong bộ phim điện ảnh Glory Day cùng với nam diễn viên Ji-soo và thành viên nhóm nhạc nam Shinhwa - Dongwan. Từ ngày 10 tháng 4 đến ngày 1 tháng 5 năm 2015, Suho xuất hiện trong chương trình truyền hình Fluttering India của đài KBS cùng với các nghệ sĩ khác bao gồm Kyuhyun, Choi Minho, Sungkyu và Lee Jong-hyun.
Tháng 1 năm 2016 Suho thủ vai nam chính Woo Joo trong bộ phim truyền hình đặc biệt "The Universe's Star" của đài MBC. Ngày 24 tháng 3 bộ phim điện ảnh "One Way Trip" với sự tham gia của anh được phát hành tại Hàn. Trước đó bộ phim này từng được lên kế hoạch phát hành vào tháng 10 năm 2015.Tháng 4 năm 2016, Suho bắt đầu ghi hình cho web drama How Are You Bread trong vai nam chính Han Do-woo. Phim được lên kế hoạch phát sóng tại Hàn Quốc và Trung Quốc trong nửa sau năm 2016. Tháng 6 năm 2016, Suho hợp tác với Leeteuk, Kassy và nhạc sĩ Cho Young-soo trong bài hát "My Hero" thuộc dự án âm nhạc Station của SM Entertainment. Sau đó anh và thành viên cùng nhóm Chen phát hành bài hát nhạc phim "Beautiful Accident" của bộ phim điện ảnh Trung Quốc cùng tên.
Tháng 1 năm 2017, web drama The Universe's Star mà Suho thủ vai nam chính được trình chiếu. Tháng 2 năm 2017, anh hợp tác với nghệ sĩ dương cầm Song Young Joo trong bài hát "Curtain", đĩa đơn cuối cùng trong mùa thứ nhất của dự án Station. Tháng 9 năm 2017, Suho được xác nhận rằng là sẽ thủ vai nam chính trong bộ phim điện ảnh Female Middle Schooler A. Tháng 10 năm 2017, anh được công bố là sẽ đảm nhận vai thái tử Rudolf trong vở nhạc kịch The Last Kiss từ tháng 12 năm 2017 đến tháng 3 năm 2018.

### 2020–nay: Ra mắt với tư cách ca sĩ solo và nghĩa vụ quân sự
Ngày 30 tháng 3 năm 2020, Suho trở thành thành viên thứ tư của EXO ra mắt với tư cách ca sĩ solo với mini-album đầu tay Self-Portrait. Album lọt vào bảng xếp hạng Gaon Album Chart ở vị trí thứ nhất và đã bán được trên 281.445 bản tại Hàn Quốc. Suho bắt đầu thực hiện nghĩa vụ quân sự vào ngày 14 tháng 5 năm 2020.

## Danh sách đĩa nhạc

### Mini-album
| Tên           | Thông tin chi tiết                                                                                       | Thứ hạng cao nhất | Thứ hạng cao nhất | Thứ hạng cao nhất | Doanh số                                                   | Chứng nhận       |
| Tên           | Thông tin chi tiết                                                                                       | HQ                | NB                | Mỹ World          | Doanh số                                                   | Chứng nhận       |
| ------------- | --- | ----------------- | ----------------- | ----------------- | ---------------------------------------------------------- | ---------------- |
| Self-Portrait | - Ngày phát hành: 30 tháng 5 năm 2020 (HQ) - Hãng đĩa: SM Entertainment - Định dạng: CD, nhạc số, stream | 1                 | 26                | 13                | - HQ: 290.338 - TQ: 124.942 - NB: 2.227 (Phy.) - Mỹ: 1.000 | - KMCA: Bạch kim |

### Bài hát
| Tên                                                                                         | Năm                     | Thứ hạng cao nhất       | Thứ hạng cao nhất       | Thứ hạng cao nhất       | Daonh số                | Album                              |
| Tên                                                                                         | Năm                     | HQ                      | HQ Hot                  | Mỹ World                | Daonh số                | Album                              |
| Với tư cách ca sĩ chính                                                                     | Với tư cách ca sĩ chính | Với tư cách ca sĩ chính | Với tư cách ca sĩ chính | Với tư cách ca sĩ chính | Với tư cách ca sĩ chính | Với tư cách ca sĩ chính            |
| ------------------------------------------------------------------------------------------- | ----------------------- | ----------------------- | ----------------------- | ----------------------- | ----------------------- | ---------------------------------- |
| "Let's Love" (사랑, 하자)                                                                   | 2020                    | 7                       | 19                      | —                       | —                       | Self-Portrait                      |
| Cộng tác                                                                                    |                         |                         |                         |                         |                         |                                    |
| "My Hero" (나의 영웅) (với Leeteuk, Kassy & Jo Young-soo)                                   | 2016                    | 177                     | —                       | —                       | —                       | SM Station Season 1                |
| "Curtain" (커튼) (với Song Young-joo)                                                       | 2017                    | 74                      | —                       | 16                      | - HQ: 70.125+           | SM Station Season 1                |
| "Do You Have A Moment" (실례해도 될까요) (với Jang Jae-in)                                  | 2018                    | 91                      | —                       | —                       | —                       | Đĩa đơn không nằm trong album      |
| "Dinner" (với Jang Jae-in)                                                                  | 2018                    | —                       | —                       | 11                      | —                       | Đĩa đơn không nằm trong album      |
| Bài hát nhạc phim                                                                           |                         |                         |                         |                         |                         |                                    |
| "Saving Santa" (với Jung Eun-ji)                                                            | 2013                    | —                       | —                       | —                       | —                       | Saving Santa OST                   |
| "Starlight" (낮에 뜨는 별) (feat. Remi)                                                     | 2017                    | —                       | —                       | —                       | —                       | The Universe's Star OST            |
| "Beautiful Accident" (với Chen)                                                             | 2017                    | —                       | —                       | —                       | —                       | Beautiful Accident OST             |
| "Sedansogu" (세단소그)                                                                      | 2020                    | —                       | —                       | —                       | —                       | How Are You Bread OST              |
| Bài hát lọt vào bảng xếp hạng khác                                                          |                         |                         |                         |                         |                         |                                    |
| "Beautiful"                                                                                 | 2014                    | 75                      | —                       | —                       | - HQ: 18,675            | Exology Chapter 1: The Lost Planet |
| "Playboy"                                                                                   | 2019                    | —                       | —                       | —                       | —                       | Exo Planet #4 - The EℓyXiOn [dot]  |
| "O2"                                                                                        | 2020                    | 91                      | 39                      | —                       | —                       | Self-Portrait                      |
| "Made in You"                                                                               | 2020                    | 75                      | 35                      | —                       | —                       | Self-Portrait                      |
| "Starry Night" (암막 커튼)                                                                  | 2020                    | 100                     | 43                      | —                       | —                       | Self-Portrait                      |
| "Self-Portrait" (자화상)                                                                    | 2020                    | 88                      | 38                      | —                       | —                       | Self-Portrait                      |
| "For You Now" (너의 차례) (hợp tác với Younha)                                              | 2020                    | 87                      | 42                      | —                       | —                       | Self-Portrait                      |
| "—" cho biết bài hát không lọt vào bảng xếp hạng hoặc không được phát hành tại khu vực này. |                         |                         |                         |                         |                         |                                    |

## Danh sách phim

### Phim điện ảnh
| Phim                      | Năm  | Vai                  | Ghi chú        |
| ------------------------- | ---- | -------------------- | -------------- |
| Attack on the Pin-Up Boys | 2007 | —                    | Vai quần chúng |
| Saving Santa              | 2013 | Bernard (lồng tiếng) | Vai chính      |
| Glory Day                 | 2016 | Sang-woo             | Vai chính      |
| Studen A                  | 2018 |                      | Vai nam chính  |

### Phim truyền hình
| Phim                 | Năm  | Kênh          | Vai           | Ghi chú                   |
| -------------------- | ---- | ------------- | ------------- | ------------------------- |
| To the Beautiful You | 2012 | SBS           | Chính mình    | Khách mời với EXO-K tập 2 |
| Prime Minister and I | 2014 | KBS           | Han Tae Woong | Khách mời tập 11          |
| EXO Next Door        | 2015 | Line TV       | Suho          | Vai phụ                   |
| How Are You Bread    | 2016 | NAver TV Cart | Han Do Woo    | Vai chính                 |
| The Universe's Star  | 2017 | MBC           | Woo Joo       | Vai chính                 |
| Rich Man             | 2018 | Drama, MBN    | Lee Yoo Chan  | Vai chính                 |

### Chương trình truyền hình
| Chương trình     | Năm       | Kênh        | Ghi chú                                           |
| ---------------- | --------- | ----------- | ------------------------------------------------- |
| Happy Camp       | 2012-2014 | HBS         | Khách mời cùng với EXO                            |
| EXO's Showtime   | 2013-2014 | MBC Every 1 | Cùng với EXO                                      |
| XOXO EXO         | 2013-2014 | Mnet        | Cùng với EXO                                      |
| EXO 90:2014      | 2013-2014 | Mnet        | Cùng với EXO                                      |
| Weekly Idol      | 2013-2014 | MBC every1  | Khách mời cùng với EXO; tập 103, 108              |
| Running Man      | 2013-2014 | SBS         | Khách mời cùng với EXO; tập 171, 172              |
| Inkigayo         | 2014      | SBS         | MC cùng với Baekhyun                              |
| Fluttering India | 2015      | KBS         | Cùng với Kyuhyun, Minho, Sungkyu và Lee Jong-hyun |

### Video âm nhạc
| Bài hát              | Năm  | Nghệ sĩ                            | Ghi chú                                                          |
| -------------------- | ---- | ---------------------------------- | ---------------------------------------------------------------- |
| "HaHaHa Song"        | 2008 | TVXQ                               | Khách mời                                                        |
| "Saving Santa"       | 2013 | Cùng Eunji                         | Nhạc phim cho bộ phim Saving Santa                               |
| "Dear Mom"           | 2014 | Suho                               | Làm lại từ video âm nhạc của G.o.d, cho chương trình EXO 90:2014 |
| "My Hero"            | 2016 | Cùng Leeteuk, Jo Young-soo & Kassy | SM Station                                                       |
| "Crosswalk"          | 2016 | Cùng Jo Kwon                       | Khách mời                                                        |
| "Beautiful Accident" | 2016 | Cùng Chen                          | Nhạc phim cho bộ phim Beautiful Accident                         |
| "Curtain"            | 2017 | Cùng Song Young Joo                | SM Station                                                       |

## Sân khấu kịch
| Tác phẩm             | Năm        | Vai trò        | Ghi chú   |
| -------------------- | ---------- | -------------- | --------- |
| School OZ            | 2015       | Hans           | Vai chính |
| Rudolf The Last Kiss | 2017       | Thái tử Rudolf | Vai chính |
| The Man Who Laughs   | 2018, 2020 | Gwynplaine     | Vai chính |

## Sáng tác
| Năm  | Bài hát              | Lời | Cùng với    |
| ---- | -------------------- | --- | ----------- |
| 2018 | Do You Have A Moment | Yes | Jang Jae-in |
| 2018 | Dinner               | Yes | Jang Jae-in |

## Giải thưởng và đề cử
| Năm  | Giải thưởng                                          | Hạng mục                                   | Đề cử cho            | Kết quả   |
| ---- | ---------------------------------------------------- | ------------------------------------------ | -------------------- | --------- |
| 2016 | Baeksang Arts Awards lần thứ 52                      | Diễn viên nổi tiếng nhất (Điện ảnh)        | One Way Trip         | Đề cử     |
| 2016 | Click!StarWars TheFactNews Year-End Awards           | Ngôi sao KPOP nổi tiếng nhất               | —                    | Đoạt giải |
| 2018 | Yegreen Musical Awards lần thứ 7                     | Nam diễn viên mới xuất sắc nhất            | The Man Who Laughs   | Đề cử     |
| 2018 | Yegreen Musical Awards lần thứ 7                     | Nam diễn viên nổi tiếng nhất               | The Man Who Laughs   | Đoạt giải |
| 2018 | Melon Music Awards                                   | Hot Trend Award (với Jang Jae-in)          | Do You Have a Moment | Đề cử     |
| 2018 | Stagetalk Audience Choice Awards                     | Giải Nam diễn viên nhạc kịch xuất sắc nhất | The Man Who Laughs   | Đoạt giải |
| 2019 | Asia Culture Awards                                  | Nam diễn viên mới xuất sắc nhất            | The Man Who Laughs   | Đoạt giải |
| 2019 | Korea Musical Awards lần thứ 3                       | Nam diễn viên mới xuất sắc nhất            | The Man Who Laughs   | Đề cử     |
| 2019 | DIMF Awards lần thứ 13                               | Đại sứ DIMF PR                             | —                    | Đoạt giải |
| 2019 | JIMFF Awards lần thứ 15                              | Khám phá của năm - Diễn viên nam           | Middle School Girl A | Đoạt giải |
| 2019 | International Film Festival & Awards Macao lần thứ 4 | Token Of Appreciation                      | —                    | Đoạt giải |

### Chương trình âm nhạc

#### Music Bank
| Năm  | Ngày       | Bài hát      | Điểm |
| ---- | ---------- | ------------ | ---- |
| 2020 | 10 tháng 4 | "Let's Love" | 8177 |

#### Show! Music Core
| Năm  | Ngày       | Bài hát      | Điểm |
| ---- | ---------- | ------------ | ---- |
| 2020 | 11 tháng 4 | "Let's Love" | 9861 |

#### Inkigayo
| Năm  | Ngày       | Bài hát      | Điểm |
| ---- | ---------- | ------------ | ---- |
| 2020 | 12 tháng 4 | "Let's Love" | 5707 |